# Johann Czjzek von Smidaich

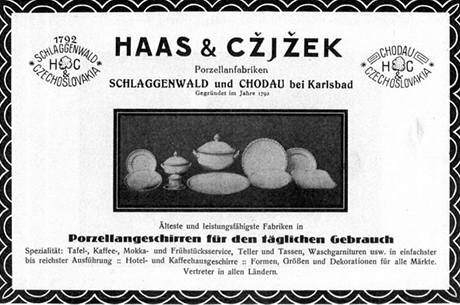
Werbeanzeige der Porzellanfabrik Haas & Cžjžek

Johann Baptist Czjzek seit 1899 Edler von Smidaich (* 20. März 1841 in Wien; † 6. Februar 1925 ebenda) war ein österreichischer Industrieller und Porzellanfabrikant.

## Leben
Czjzek war ein Sohn des Geologen  Johann Baptist Czjzek.
Er wurde nach einem Studium der Chemie zunächst Chemiker in der Porzellanfabrik seines Onkels August Haas in Horní Slavkov (deutsch Schlaggenwald) in Westböhmen. Im Jahre 1867 übernahm Czjzek gemeinsam mit seinem Vetter Georg Haas von Hasenfels die von Johann Georg Paulus gegründete erste Porzellanmanufaktur Böhmens in Schlaggenwald, die nachmalige Firma Haas und Lippert, bis 2011 die Firma Haas & Czjzek. Unter ihrer Leitung erlangte die Porzellanherstellung in Schlaggenwald europaweite Bedeutung.
1888 wurde Johann Czjzek in die Freunde des Wiener Künstlerhauses aufgenommen.
Johann Baptist Czjzek kaufte die Güter Aich im Bezirk Karlsbad in Westböhmen und Smidar im Bezirk Neu Bydzov und erhielt 1899 nach dem Erwerb des  Großgrundbesitzes in Smidar den erbländisch-österreichischen Adelstand mit dem Prädikat Edler von Smidaich.
Zusammen mit den Erben des Industriellen und Waggonfabrikanten Ignaz Schustala der Ältere war er Mitbegründer der "Staudinger Waggonfabrik" in Mähren, aus welcher sich später die Tatra-Werke entwickelten. Er kaufte die Weberei und Spinnerei Fritsch & Co. mit sechs Betrieben in Haindorf in Nordböhmen und Brünn und beteiligte sich an Firmen in Ungarn. Er war Gründungsmitglied des Wiener Bankvereins. Nach Ende des Ersten Weltkrieges und dem Zerfall der Monarchie Österreich-Ungarn erlitt er in Böhmen, Mähren und Ungarn schwere Verluste.
Johann Baptist Czjzek von Smidaich gehörte zu den Wegbereitern der Marktwirtschaft.

## Familie
Sein Großneffe ist der österreichische Musiker und Musikpädagoge Anton Czjzek (* 1936).